# トミー・ハート
トミー・ハート（Tommy Heart、1968年4月5日 - ）は、ドイツ・ベルリン出身のミュージシャン。フェア・ウォーニング、ソウルドクターのボーカリスト。

## 人物
- パワフルで艶のあるハイトーンボイスが特長。
- 日本の映画を見るのが好きで、子連れ狼やゴジラなどを好きな映画に挙げている。初来日ライブで東京に来た時も「ゴジラで見た景色が目の前にある」と興奮していたらしい。好きな俳優そのものにもゴジラを挙げている（公式HPより）。
- 影響を受けたアーティストはデイヴィッド・カヴァデール、フレディ・マーキュリー。

## 来歴
- プロデビューはV2と言うバンド。後にジーノ加入（後述）のため、脱退。
- ある時、ジーノでドラマーをやっていたC.C.ベーレンス（現・フェア・ウォーニング）から「僕たちと一緒にバンドをやらないか？」と言う電話がかかった。ジーノのファンであったトミーは、これを冗談だと思って電話を切ろうとしたところ「真面目な話なんだ、君の歌が聞きたい」と説得されたため、その後ジーノ加入をすんなりと承知した。ジーノの未発表曲を集めたアルバム『Zenology』『ZenologyⅡ』などでトミーの歌っている曲を聴くことができる。
- 2000年にフェア・ウォーニングを脱退。その理由は「もっとライブがやりたかった。」というもの。その後、自身がリーダーとなってソウル・ドクターを結成し、活発に活動。
- 2006年、フェア・ウォーニングの再結成に参加。因みに、この再結成がなければジーノの新作に参加する予定だった。

## 関連事項
- フェア・ウォーニング
- ソウル・ドクター